# سيزار موراليس
سيزار موراليس (بالإسبانية: César Morales)‏ (مواليد 4 مارس 1978) هو ملاكم مكسيكي، مثّل بلاده في الألعاب الأولمبية الصيفية 2000.

## روابط خارجية
سيزار موراليس على موقع بوكس ريك (الإنجليزية) (registration required)
- سيزار موراليس على موقع أوليمبيديا (الإنجليزية)